# Ashland City
Ashland City é uma cidade  localizada no estado norte-americano de Tennessee, no Condado de Cheatham.

## Demografia
Segundo o censo norte-americano de 2000, a sua população era de 3641 habitantes. 
Em 2006, foi estimada uma população de 4555, um aumento de 914 (25.1%).

## Geografia
De acordo com o United States Census Bureau tem uma área de 
24,9 km², dos quais 23,0 km² cobertos por terra e 1,9 km² cobertos por água. Ashland City localiza-se a aproximadamente 130 m acima do nível do mar.

## Localidades na vizinhança
O diagrama seguinte representa as localidades num raio de 24 km ao redor de Ashland City. 